# Diocese de Carlostádio
A Diocese de Carlostádio (em latim: Diocesis Carolostadiensis; em sueco: Karlstads stift) - mencionada em português como Diocese de Karlstad - é uma das treze dioceses constituintes da Igreja da Suécia e está sediada na Catedral de Karlstad, na cidade de Karlstad. Abrange as províncias históricas de Värmland e Dalsland e administra 85 paróquias.

Mapa da diocese